# Thunderdome XV - The Howling Nightmare
Albums
Thunderdome XIV - Death Becomes You
(1996) Thunderdome XVI - The Galactic Cyberdeath
(1997)
Singles
1. Thunderdome XV - The Megamixes
Sortie : 1996

Thunderdome XV - The Howling Nightmare est la quinzième compilation de la série des albums Thunderdome, issue du concept du même nom, sortie en 1996.

## Présentation
The Howling Nightmare est la quinzième compilation issue du festival gabber Thunderdome, la quatrième et dernière commercialisée en 1996. Elle succède à Thunderdome XIV - Death Becomes You et précède Thunderdome XVI - The Galactic Cyberdeath qui sort quant à elle en 1997. La couverture de l'album, artwork de Victor Feenstra, représente un loup-garou, thématique à laquelle se rapporte le titre de la compilation, qui peut être traduit par « le cauchemar hurlant. »
La compilation comporte quarante pistes. Elle débute avec You're Dealing With des Rotterdam Terror Corps, et se termine avec Cunt Face des Australiens de Nasenbluten. Elle intègre des productions d'Omar Santana, Tails & Noizer, Public Domain, Chosen Few, DJ Promo, 3 Steps Ahead, Lenny Dee ou des différents membres de la Dreamteam.

## Pistes

### Thunderdome XV - The Howling Nightmare
| 1.  | You're Dealing With                            | Rotterdam Terror Corps                         |  |
| 2.  | Get This Motherfucker                          | Neophyte vs. The Stunned Guys                  |  |
| 3.  | Funky Twisted                                  | Lenny Dee & The Hardcore Warriors              |  |
| 4.  | Hardcore (Noizer Mix)                          | DJ Noizer & MC Drokz                           |  |
| 5.  | I Was Born Hardcore                            | DJ Delirium                                    |  |
| 6.  | Back Is Back                                   | Rob's Project                                  |  |
| 7.  | Let's Drum The Boomstick                       | Revolution Team                                |  |
| 8.  | Doo Dey (DJ Dione Remix)                       | Trancehistory                                  |  |
| 9.  | Intelligent Hardcore                           | The Dark Raver & DJ Vince                      |  |
| 10. | Macarena (Fuck Macarena Mix)                   | MC Rage                                        |  |
| 11. | Out On The Streets                             | The Prophet                                    |  |
| 12. | Apocalixis (Placid K (nl) Remix)               | Ramirez                                        |  |
| 13. | Nevermind Evil                                 | Lords Of The Underworld                        |  |
| 14. | Mindblower                                     | Ectomorph                                      |  |
| 15. | Whistling Whistling (DJ Weirdo & DJ Sim Remix) | Kool Killers                                   |  |
| 16. | Gabbers Unite                                  | 3 Steps Ahead                                  |  |
| 17. | The Execution                                  | Lady Dana & DJ Skorp vs. Bass-D & King Matthew |  |
| 18. | Boomin' Out Da Box                             | DJ Promo                                       |  |
| 19. | Hardcore Still Lives                           | DJ Dano                                        |  |
| 20. | All Together Mix (Radio Mix)                   | Unknown Artist - Thunderdome 14                |  |

| 1.  | Shadowlands Anthem                     | Shadowlands Terrorists          |  |
| 2.  | Rude Boy Ragga                         | DJ Dione                        |  |
| 3.  | Wanna Get High?                        | James Daltan                    |  |
| 4.  | Hey Mr. DJ                             | General Noise                   |  |
| 5.  | Motherfucker House                     | Re-Charge                       |  |
| 6.  | Plain And Simple                       | Sim, B-ernd & Wax               |  |
| 7.  | We Control Da Sound (X-Press Yourself) | Da Grimreaper                   |  |
| 8.  | Rofo's Theme (DJ Isaac Remix)          | Ultimate Buzz Feat. MC Bee      |  |
| 9.  | The Puritain (The Voice Mix)           | Public Domain                   |  |
| 10. | The House Of Pain                      | DJ Tails, Noizer & DJ Waxweazle |  |
| 11. | Bow To Me                              | Psylocke                        |  |
| 12. | Track With Rhythm                      | DJ Sim                          |  |
| 13. | Bounce To This                         | DJ Delirium                     |  |
| 14. | That's How I'm Living                  | The Brooklyn Boys               |  |
| 15. | Stomping Terrorist                     | DJ Jordens                      |  |
| 16. | 20.000 Hardcore Members                | Somebody From Rotterdam         |  |
| 17. | The Symphony                           | DJ Gizmo                        |  |
| 18. | Original Rude Boyz (Oh Oh Omar's Mix)  | 3 Da Hardway                    |  |
| 19. | Sound Of Madness                       | Rotterdam Terror Corps          |  |
| 20. | Cunt Face                              | Nasenbluten                     |  |

### Thunderdome XV - The Megamixes
| Thunderdome XV - The Megamixes | Thunderdome XV - The Megamixes    | Thunderdome XV - The Megamixes | Thunderdome XV - The Megamixes | Thunderdome XV - The Megamixes | Thunderdome XV - The Megamixes | Thunderdome XV - The Megamixes | Thunderdome XV - The Megamixes | Thunderdome XV - The Megamixes | Thunderdome XV - The Megamixes |
| No                             | Titre                             | Auteur                         | Durée                          |                                |                                |                                |                                |                                |                                |
| ------------------------------ | --------------------------------- | ------------------------------ | ------------------------------ | ------------------------------ | ------------------------------ | ------------------------------ | ------------------------------ | ------------------------------ | ------------------------------ |
| 1.                             | Radio Edit (DJ Isaac Remix)       | Shadowlands Terrorists         | 3 min 49 s                     |                                |                                |                                |                                |                                |                                |
| 2.                             | Extended Version (DJ Isaac Remix) | DJ Dione                       | 14 min 58 s                    |                                |                                |                                |                                |                                |                                |
| 18 min 47 s                    |                                   |                                |                                |                                |                                |                                |                                |                                |                                |

## Accueil
| Classement                           | Meilleure position | Semaines passées dans le classement | Date d'entrée    | Date de sortie  |
| ------------------------------------ | ------------------ | ----------------------------------- | ---------------- | --------------- |
| Pays-Bas (Mega Verzamelalbum Top 30) | 1                  | 11                                  | 23 novembre 1996 | 15 février 1997 |

La compilation bénéficie d'un très bon accueil aux Pays-Bas, restant onze semaines dans le top 30 des compilations du hit-parade néerlandais, dont une à la première place. Par contre, elle n'est présente dans aucun autre classement européen, la Suisse boudant l'opus pour la première fois depuis Thunderdome VIII - The Devil In Disguise en 1995.
| Classement                    | Meilleure position | Semaines passées dans le classement | Date d'entrée    | Date de sortie  |
| ----------------------------- | ------------------ | ----------------------------------- | ---------------- | --------------- |
| Pays-Bas (Nederlandse Top 40) | 63                 | 2                                   | 28 décembre 1996 | 11 janvier 1997 |

L'album a fait l'objet d'une sortie sous format maxi, intitulée Thunderdome XV - The Megamixes, en 1996. Ce « Megamix » est diffusé à la radio. Il parvient à atteindre le Nederlandse Top 40, classement des ventes de simples.